# Nursing a Viper
Nursing a Viper è un cortometraggio muto del 1909 diretto da David W. Griffith che ne firma anche la sceneggiatura in collaborazione con Frank E. Woods. Prodotto e distribuito dalla Biograph Company, il film - ambientato all'epoca della rivoluzione francese - uscì nelle sale il 4 novembre 1909.

## Trama
Un gruppo di nobili cerca di sfuggire ai rivoluzionari ma solo uno riesce a nascondersi, chiedendo aiuto a un aristocratico legato alla rivoluzione. Il padrone di casa fa passare il fuggitivo per il suo domestico, mentre la folla fruga la casa e i terreni, rubando tutto il possibile. L'uomo, ormai installato in casa, si rivela un codardo spregevole che approfitta della situazione mettendo le mani addosso alla moglie del padrone di casa. Lei, all'inizio, pensa solo che lui dimostri la propria gratitudine in maniera esagerata, poi però la situazione si fa decisamente più esplicita e più pericolosa. Tanto che è solo l'arrivo del marito che la salva. Quest'ultimo potrebbe abbattere l'aggressore, ma poi decide di buttarlo fuori di casa, in pasto alla folla che non aspettava altro.

## Produzione
Il film - che venne girato a Englewood, nel New Jersey - fu prodotto dalla Biograph Company.

## Distribuzione
Distribuito dalla Biograph Company, il film - un cortometraggio di 280 metri - uscì nelle sale statunitensi il 4 novembre 1909.